# Oleg Striženov
Oleg Aleksandrovič Striženov (in russo Олег Александрович Стриженов?; Blagoveščensk, 10 agosto 1929 – Mosca, 9 febbraio 2025) è stato un attore sovietico e russo.

## Filmografia parziale
- Ovod (Овод), regia di Aleksandr Michajlovič Fajncimmer (1955)
- Meksikanec (Мексиканец), regia di Vladimir Kaplunovskij (1955)
- Il quarantunesimo (Sorok pervyj), regia di Grigorij Čuchraj (1956)
- La figlia del capitano (Kapitanskaja dočka), regia di Vladimir Kaplunovskij (1958)
- Belye noči (Белые ночи), regia di Ivan Aleksandrovič Pyr'ev (1959)
- Pikovaja dama (Пиковая дама), regia di Roman Irinarchovič Tichomirov (1960)
- Severnaja povest' (Северная повесть), regia di Evgenij Nikolaevič Andrikanis (1960)
- Optimističeskaja tragedija (Оптимистическая трагедия), regia di Samson Iosifovič Samsonov (1963)
- Pereklička (Перекличка), regia di Daniil Jakovlevič Chrabrovickij (1965)
- Nepodsuden (Неподсуден), regia di Vladimir Arkad'evič Krasnopol'skij e Valerij Ivanovič Uskov (1969)
- Una stella di affascinante felicità (Zvezda plenitel'nogo sčast'ja), regia di Vladimir Motyl' (1975)
- Pristupit' k likvidacii, regia di Boris Grigor'ev (1983)

## Premi
- Artista onorato della RSFSR
- Artista popolare della RSFSR
- Artista del popolo dell'Unione Sovietica
- Ordine al merito per la Patria
- Medaglia al merito del lavoro durante la grande guerra patriottica del 1941-1945
- Medaglia commemorativa per il giubileo dei 100 anni dalla nascita di Vladimir Il'ič Lenin